# Leatherhead FC
Leatherhead FC (celým názvem: Leatherhead Football Club) je anglický fotbalový klub, který sídlí ve městě Leatherhead v nemetropolitním hrabství Surrey. Založen byl v roce 1907. Od sezóny 2014/15 hraje v Isthmian League Premier Division (7. nejvyšší soutěž). Klubové barvy jsou zelená a bílá.
Své domácí zápasy odehrává na stadionu Fetcham Grove s kapacitou 3 400 diváků.

## Získané trofeje
- Surrey Senior Cup ( 1× )
  - 1968/69

## Úspěchy v domácích pohárech
Zdroj: 
- FA Cup
  - 4. kolo: 1974/75
- FA Amateur Cup
  - Semifinále: 1970/71, 1973/74
- FA Trophy
  - Finále: 1977/78
- FA Vase
  - 2. kolo: 1992/93, 1994/95

## Umístění v jednotlivých sezonách
Stručný přehled
Zdroj: 
- 1950–1951: Metropolitan & District League
- 1951–1958: Delphian League
- 1958–1963: Corinthian League
- 1963–1964: Athenian League (Division One)
- 1964–1972: Athenian League (Premier Division)
- 1972–1973: Isthmian League
- 1973–1977: Isthmian League (First Division)
- 1977–1983: Isthmian League (Premier Division)
- 1983–1990: Isthmian League (First Division)
- 1990–1991: Isthmian League (Second Division South)
- 1991–1997: Isthmian League (Second Division)
- 1997–2001: Isthmian League (First Division)
- 2001–2002: Isthmian League (Second Division)
- 2002–2004: Isthmian League (Division One South)
- 2004–2006: Isthmian League (Division One)
- 2006–2011: Isthmian League (Division One South)
- 2011–2012: Isthmian League (Premier Division)
- 2011–2014: Isthmian League (Division One South)
- 2014– : Isthmian League (Premier Division)

Jednotlivé ročníky
Zdroj: 
Legenda: Z - zápasy, V - výhry, R - remízy, P - porážky, VG - vstřelené góly, OG - obdržené góly, +/- - rozdíl skóre, B - body, červené podbarvení - sestup, zelené podbarvení - postup, fialové podbarvení - reorganizace, změna skupiny či soutěže
| Sezóny  | Liga                                 | Úroveň | Z  | V  | R  | P  | VG  | OG | +/- | B  | Pozice |
| ------- | ------------------------------------ | ------ | -- | -- | -- | -- | --- | -- | --- | -- | ------ |
| 2009/10 | Isthmian League (Division One South) | 8      | 42 | 22 | 8  | 12 | 78  | 45 | +33 | 74 | 5.     |
| 2010/11 | Isthmian League (Division One South) | 8      | 42 | 27 | 7  | 8  | 100 | 41 | +59 | 88 | 4.     |
| 2011/12 | Isthmian League (Premier Division)   | 7      | 42 | 11 | 8  | 23 | 46  | 62 | -16 | 41 | 19.    |
| 2012/13 | Isthmian League (Division One South) | 8      | 42 | 22 | 4  | 16 | 66  | 44 | +22 | 70 | 6.     |
| 2013/14 | Isthmian League (Division One South) | 8      | 46 | 28 | 8  | 10 | 93  | 46 | +47 | 86 | 3.     |
| 2014/15 | Isthmian League (Premier Division)   | 7      | 46 | 19 | 10 | 17 | 72  | 62 | +10 | 67 | 10.    |
| 2015/16 | Isthmian League (Premier Division)   | 7      | 46 | 18 | 8  | 20 | 67  | 81 | -14 | 62 | 11.    |
| 2016/17 | Isthmian League (Premier Division)   | 7      | 46 | 16 | 12 | 18 | 72  | 72 | 0   | 57 | 13.    |
| 2017/18 | Isthmian League (Premier Division)   | 7      | 46 | 24 | 7  | 15 | 68  | 49 | +19 | 79 | 6.     |
| 2018/19 | Isthmian League (Premier Division)   | 7      | 46 |    |    |    |     |    |     |    |        |

Poznámky
- 2016/17: Klubu byly svazem odebrány tři body za porušení stanov soutěže.